# Апропријација
Апропријација је процес стицања приватне својине на предметима друштвене својине. 
Може се спровести на више начина, и то као: 
1. Законска апропријација, тј. додељивање земље на основу закона, као што је по прописима о аграрној реформи додељивана земља у приватну својину земљорадника
2. Административна апропријација, тј. стицање приватне својине на предметима јавне својине на основу административне дозволе (дозвола за лов, за риболов)
3. Арондација
4. Комасација